# Angraecum distichum
Espèce
Synonymes
- Aeranthes disticha (Lindl.) Rchb.f.[1]
- Angraecum imbricatum (Sw.) Schltr.[1]
- Angraecum poppendickianum Szlach. & Olszewski[1]
- Dolabrifolia disticha (Lindl.) Szlach. & Romowicz[1]
- Dolabrifolia poppendickiana (Szlach. & Olszewski) Szlach. & Romowicz[1]
- Epidorkis disticha (Lindl.) Kuntze[1]
- Limodorum imbricatum Sw.[1]
- Macroplectrum distichum (Lindl.) Finet[1]
- Mystacidium distichum (Lindl.) Pfitzer[1]

Angraecum distichum est une espèce de plantes de la famille des Orchidées et du genre Angraecum, présente dans de nombreux pays d'Afrique tropicale : Guinée, Liberia, Côte d'Ivoire, Ghana, Bénin, Nigeria, Cameroun, Région continentale de la Guinée équatoriale, île de Principe (Sao Tomé-et-Principe), Gabon, République du Congo, République centrafricaine, République démocratique du Congo, Angola, Afrique zambézienne.

## Liste des variétés
Selon Tropicos (22 décembre 2018) :
- Angraecum distichum var. grandifolium Summerh.